# Eupholidoptera akdeniz
Eupholidoptera akdeniz is een rechtvleugelig insect uit de familie sabelsprinkhanen (Tettigoniidae). De wetenschappelijke naam van deze soort is voor het eerst geldig gepubliceerd in 2002 door Ünal & Naskrecki.